# Hyperolius pickersgilli
Hyperolius pickersgilli är en groddjursart som beskrevs av Lynn R.G. Raw 1982. Hyperolius pickersgilli ingår i släktet Hyperolius och familjen gräsgrodor. IUCN kategoriserar arten globalt som akut hotad. Inga underarter finns listade i Catalogue of Life.